# 沙里夫卡 (盧甘斯克州)
49°50′56″N 38°54′1″E / 49.84889°N 38.90028°E
沙里夫卡（烏克蘭語：Шарівка）是位於烏克蘭東部的村莊，由盧甘斯克州斯瓦托韋區的洛茲諾-亞歷山德里夫卡市鎮負責管轄。該村始建於1780年，面積3.92平方公里，海拔高度84米，2001年人口572，人口密度每平方公里146人。